# 阿爾巴尼亞 (瓜希拉省)

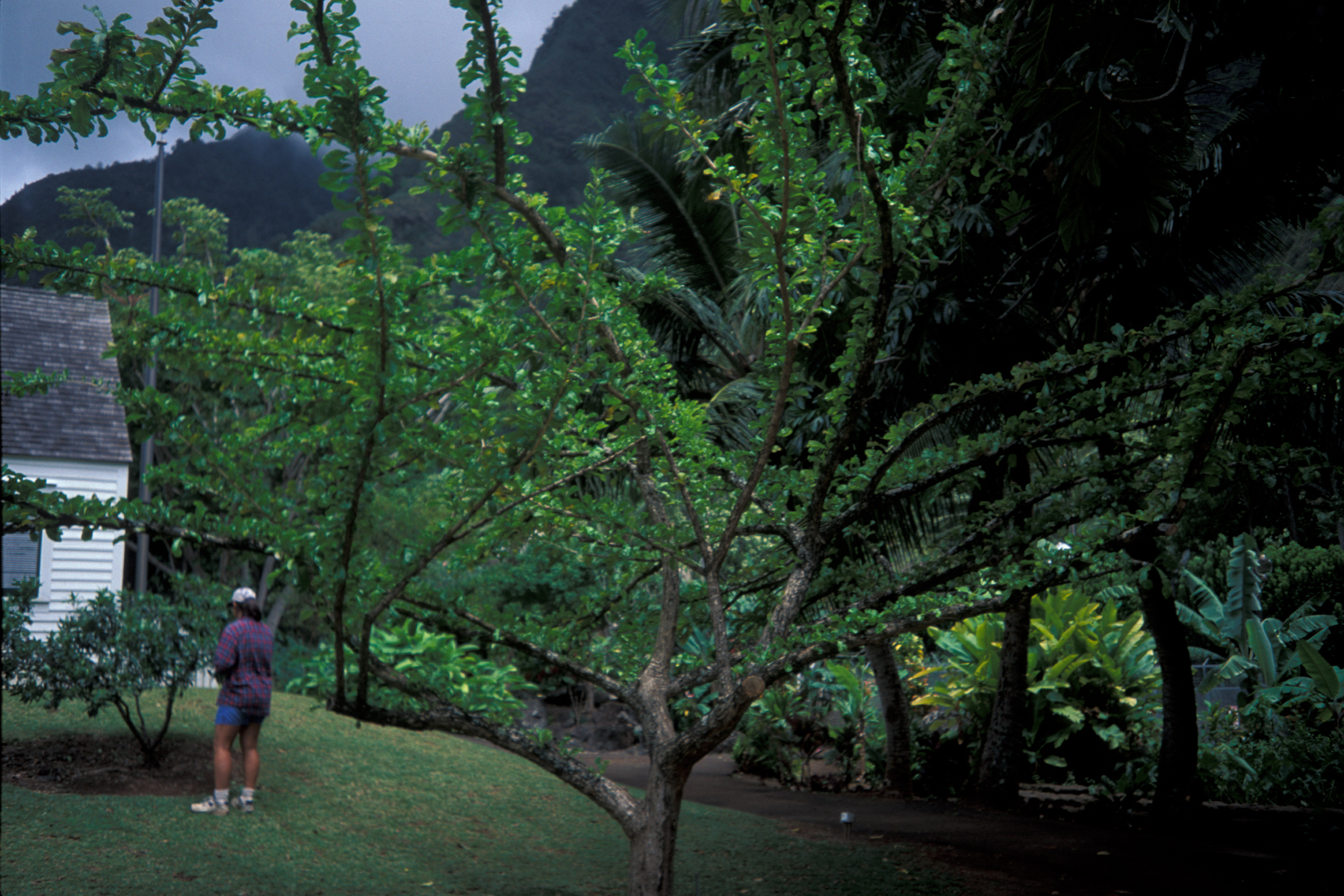

阿爾巴尼亞是哥倫比亞的城鎮，位於該國北部瓜希拉半島，由瓜希拉省負責管轄，始建於1801年1月27日，面積425平方公里，海拔高度320米，2005年人口20,898。

## 外部連結
- （西班牙文）albania-laguajira.gov.co/ Albania official website
- （西班牙文）Gobernacion de La Guajira - Albania
- （西班牙文）Albania townhall[]
- （西班牙文）Albania
- （西班牙文） Albania: Generalities expanded[永久]

11°09′35″N 72°35′08″W / 11.1597°N 72.5856°W